# Birieux
Birieux är en kommun i departementet Ain i regionen Auvergne-Rhône-Alpes i östra Frankrike. Kommunen ligger  i kantonen Villars-les-Dombes som ligger i arrondissementet Bourg-en-Bresse. Kommunens areal är 15,83 km². År 2022 hade Birieux 280 invånare.

## Befolkningsutveckling
Antalet invånare i kommunen Birieux
Referens: INSEE